# A Very Gaga Holiday
A Very Gaga Holiday è il quarto EP della cantautrice statunitense Lady Gaga, pubblicato il 26 novembre 2011. 
Contiene l'audio di quattro canzoni live, suonate durante la programmazione dello speciale televisivo A Very Gaga Thanksgiving: White Christmas, Orange Colored Sky, Yoü and I e The Edge of Glory. L'EP è stato reso disponibile sull'iTunes Store degli Stati Uniti il 22 novembre e nel resto del mondo il 26 novembre.

## Storia e registrazione
Lady Gaga aveva eseguito una cover di Orange Colored Sky durante un'apparizione a sorpresa al The Oak Room di New York il 29 settembre 2010 (indossando un vestito fatto di capelli) e ancora il 5 gennaio 2011. Brian Newman servì come trombettista per gli spettacoli al Robin Hood Gala il 9 maggio 2011, a favore della Robin Hood Foundation e al Big Weekend di BBC Radio 1 in Carlisle, in Inghilterra il 15 maggio 2011. In seguito, questa fu eseguita di nuovo per lo speciale della ABC A Very Gaga Thanksgiving.
Insieme a Orange Colored Sky, ha anche eseguito la sua variante del brano natalizio White Christmas, ponendo l'accento sul lato jazz del brano. Inoltre, aggiunge un secondo verso al brano, affermando che "Questa canzone è troppo corta ed è una bella canzone di Natale, così ho aggiunto un verso extra". Il 23 novembre 2011, è stato annunciato che entrambe le canzoni sono state incluse in un EP digitale intitolato A Very Gaga Holiday, insieme con altre due tracce: la versione acustica di due suoi singoli, The Edge of Glory e Yoü and I, contenuti nel secondo album in studio della cantante Born This Way. L'annuncio è avvenuto dopo la grande apertura dell'Holiday Wonderland Gaga Workshop presso Barneys New York. È stato pubblicato il 22 novembre solo negli Stati Uniti su iTunes Store e Amazon, mentre nel resto del mondo il 26 novembre.

## Struttura musicale
La cover di Gaga di White Christmas è un'interpretazione in stile jazz e dispone di un verso in più su un "pupazzo di neve". A metà cover, prima di iniziare la nuova strofa, Gaga dice: "Quindi, come si può dire, io sono molto estroversa e un po' timida, ma ho deciso che questa canzone è troppo breve. È una bella canzone natalizia, ma è solo un versetto, così ne ho aggiunto uno in più."
La versione acustica di The Edge of Glory inizia con un monologo, nel quale spiega il suo legame affettivo con il nonno deceduto: "È il secondo giorno del ringraziamento che passo senza mio nonno, ed ho scritto questa canzone su di lui, ecco cos'è. Così nonna, se stai guardando a casa, questo è per te."

## Copertina
La copertina dell'EP è caratterizzata da una foto dell'esibizione di White Christmas nello speciale natalizio. Mostra Gaga che indossa un cappuccio bianco e un cappotto di pelliccia bianca cantare ad un microfono d'oro. Il titolo A Very Gaga Holiday è scritto in corsivo dorato.

## Accoglienza
L'EP ha ricevuto in generale critiche positive; Amelia Proud del Daily Mail fece invece una recensione negativa, sostenendo che fosse banale, e che "Gaga potrebbe fare bene a guardare una delle sue eroine, Kate Bush, la quale ha pubblicato un album natalizio con una canzone su una storia d'amore con un pupazzo di neve, a dimostrazione che a 53 anni, lei è più grintosa di Gaga ... e senza bisogno di spalline in lattice".

## Tracce
1. White Christmas – 3:22 (Irving Berlin)
2. Orange Colored Sky – 2:33 (Milton DeLugg, Willie Stain)
3. Yoü and I – 3:34 (Lady Gaga)
4. The Edge of Glory – 4:52 (Lady Gaga, Fernando Garibay, Dj White Shadow)

## Successo commerciale
Negli Stati Uniti ha debuttato al numero 52 della Billboard 200 e nella classifica degli album natalizi debuttò alla nona posizione. In questo Paese, l'EP ha venduto in totale 45 000 copie. In Canada, ha debuttato alla settantaquattresima posizione della classifica degli album mentre in Francia debuttò al numero 26 della classifica digitale degli album. Nel Regno Unito il brano White Christmas entra in classifica alla posizione numero 87. Inoltre il brano è anche entrato nella classifica delle Fiandre al numero 86.

## Classifiche
| Classifica (2011)     | Posizione massima |
| --------------------- | ----------------- |
| Canada                | 74                |
| Francia (Digitale)    | 26                |
| Italia                | 66                |
| Stati Uniti           | 52                |
| Stati Uniti (Holiday) | 9                 |

## Pubblicazione
| Luogo/Paese | Data             | Formato           | Etichetta  |
| ----------- | ---------------- | ----------------- | ---------- |
| Stati Uniti | 22 novembre 2011 | Download digitale | Interscope |
| Mondo       | 26 novembre 2011 | Download digitale | Interscope |